# Massolit förlag
Massolit förlag är ett svenskt bokförlag som grundades 2010 av Stefan Tegenfalk och Johannes Källström. Det är ett allmänutgivande bokförlag med utgivning i huvudsak för vuxna. Sedan 2015 är man en del av Storytel, inom Norstedts Förlagsgrupp.

## Historik
2012 övertogs den svenska utgivningen hos Turbine som hittills gett ut över 200 barnböcker i Sverige.
Massolit Förlag förvärvade via det börsnoterade moderbolaget Massolit Media AB vid slutet av 2013 Forma Books av ICA-Gruppen. Forma books bestod av Ica Bokförlag, Damm Förlag och B Wahlströms bokförlag. I och med förvärvet bildades Massolit Förlagsgrupp AB där Massolit Förlag, B Wahlströms Bokförlag, Ponto Pocket samt Livsenergi ingick. Massolit Förlagsgrupp AB blev därigenom helägt av Massolit Media.
Sommaren 2015 gick Massolit Media ihop med ljudbokstjänsten Storytel. Massolit Media bytte därefter namn till Storytel. Den hopslagna koncernen under namnet Storytel AB (publ) omsatte 2015 ca 300 MSEK och finns i 6 länder. Sverige, Norge, Danmark, Nederländerna, Finland och Polen. I juni 2016 förvärvade Storytel Sveriges näst största förlagsgrupp, Norstedts Förlagsgrupp.
Massolit Förlag producerar inbundna böcker och pocketböcker, samt digitala böcker såsom e-böcker och nedladdningsbara ljudböcker. Det har gett ut böcker av bland andra Dan Buthler, Dag Öhrlund, Fay Weldon, Jeffrey Archer, Alexander McCall Smith, Unni Drougge, Danielle Steel, Krista Hjärpe, Clive Cussler, Malala Yousafzai och Lars Wilderäng.